# Tháp Ostankino

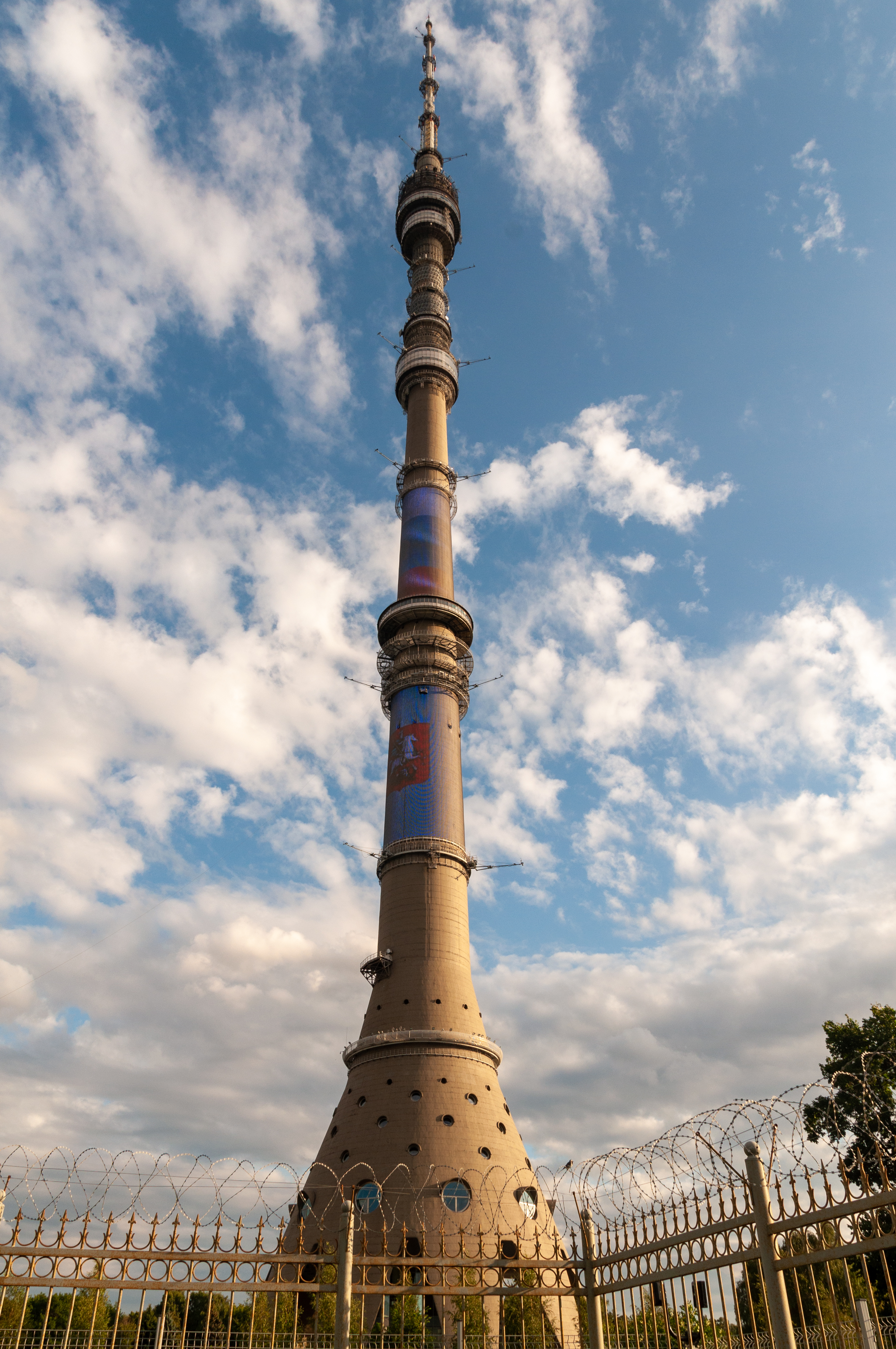

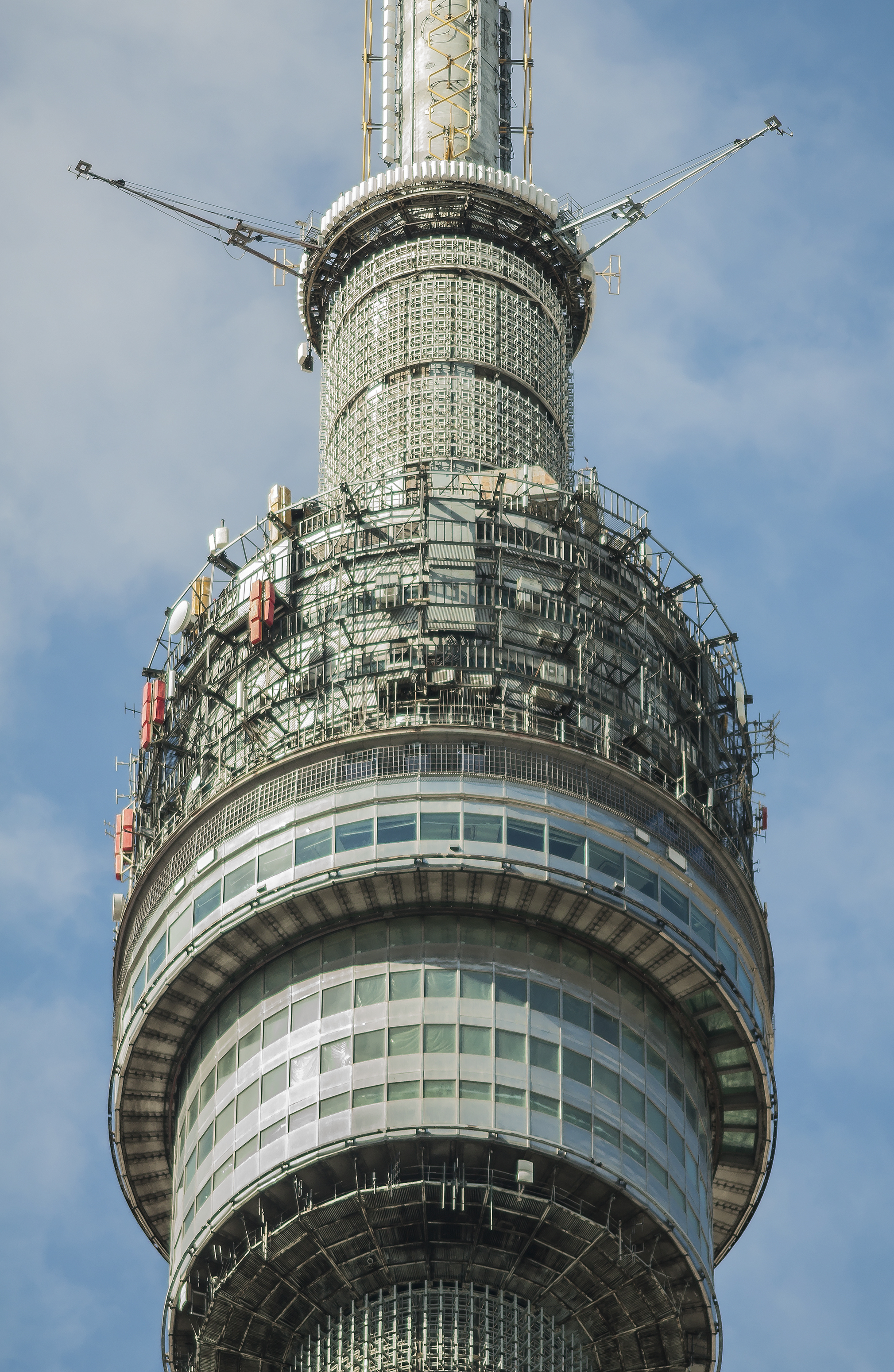

Tháp Ostankino (tiếng Nga: Останкинская телебашня) là một tháp radio và vô tuyến truyền hình được mệnh danh là vẻ đẹp của thành phố Moskva của Liên bang Nga (tọa độ: 55°49′N 37°37′E). Đây là kết cấu tháp độc lập có chiều cao 540 m (khoảng 1772 ft) được Nikolai Nikitin (cũng là người thiết kế tượng Mẹ Tổ quốc kêu gọi) thiết kế và được xây dựng từ 1963 đến 1967. Tháp được đặt tên theo quận Ostankino (tiếng Nga: Останкинский),  ngoại ô của Moskva. Tháp thuộc sở hữu của chi nhánh Moskva của doanh nghiệp nhà nước Mạng phát sóng radio và truyền hình Nga (оссийская телевизионная и радиовещательная сеть, PTPC)
Công trình này là một trong những công trình cao nhất thế giới, nó đã từng giữ vị trí quán quân về độ cao gần một thập kỷ cho đến khi Tháp CN ở Canada được xây dựng. Ở thời điểm năm 2022, tháp là cấu trúc độc lập cao nhất ở châu Âu và đứng thứ 12 trong Danh sách các cấu trúc đứng tự do cao nhất thế giới.
Trong suốt lịch sử thế kỷ 21, đã có vài vụ tai nạn xảy ra tại tòa tháp, bao gồm hỏa hoạn vào năm 2000, một vụ va chạm vào tòa tháp vào năm 2004 và một vụ hỏa hoạn nhỏ vào năm 2007. Vụ hỏa hoạn vào ngày 27 tháng 8 năm 2000 đã làm 4 người chết, 3 lính cứu hỏa và một người vận hành thang máy khi thang máy rơi hơn 200 m. Ngọn lửa bùng phát ở độ cao khoảng 458 m (1.502,6 ft), hoặc khoảng 98 mét (322 ft) trên đài quan sát. Vào ngày 1 tháng 7 năm 2004, vận động viên nhảy cầu người Áo Christina Grubelnik đã va vào tòa tháp khi đang nhảy xuống, khiến cô bị chấn động và bất tỉnh. Chiếc dù của cô ấy mắc vào giàn dịch vụ cấp thấp hơn và cô ấy đã được các dịch vụ khẩn cấp của Nga giải cứu.

## Thông số liên quan
| Thứ tự | Thông số                                                            | Dữ liệu           |
| ------ | ------------------------------------------------------------------- | ----------------- |
| 1      | Chiều cao tháp                                                      | 540 m             |
| 2      | Chiều cao chân đế                                                   | 63 m              |
| 3      | Chiều cao phần bê tông ứng lực trước                                | 385,5 m           |
| 4      | Trọng lượng với chân đế                                             | 51.400 tấn        |
| 5      | Trọng lượng không tính chân đế                                      | 32.000 tấn        |
| 6      | Diện tích sử dụng bên trong tháp                                    | hơn 15.000 m²     |
| 7      | Tổng khối tích công trình                                           | hơn 70.000 m³     |
| 8      | Vận tốc gió thiết kế                                                | 25 m/s            |
| 9      | Độ chênh lý thuyết ở đỉnh so với ở đáy tháp khi áp lực gió lớn nhất | 12 m              |
| 10     | Thời gian lý thuyết chịu áp lực gió liên tục                        | 50 năm            |
| 11     | Bóng của công trình trên mặt đất khi mặt trời thẳng đứng            | 2,5m              |
| 12     | Bán kính phát sóng lý tưởng                                         | 120 km            |
| 13     | Số thang máy cho khách tham quan                                    | 7 chiếc           |
| 15     | Số thang máy tốc độ cao                                             | 4 chiếc           |
| 16     | Vận tốc thang máy thường                                            | 7 m/s             |
| 17     | Độ cao sàn quan sát chính                                           | 337 m             |
| 18     | Độ cao các nhà hàng trên tháp                                       | 328 m 331 m 334 m |
| 19     | Vận tốc của nhà hàng quay trên đỉnh tháp                            | 1-3 vòng/giờ      |
| 20     | Khối lượng thép xây dựng                                            | 4160 tấn          |
| 21     | Khối tích bê tông sử dụng                                           | 7574 m³           |
| 22     | Tổng thời gian xây dựng                                             | 54 tháng          |